# Chūhei Nanbu
Chūhei Nanbu (南部忠平?, Nanbu Chūhei; Sapporo, 24 maggio 1904 – Suita, 23 luglio 1997) è stato un triplista e lunghista giapponese.

## Biografia
Ai Giochi della IX Olimpiade di Amsterdam, nella gara di salto triplo vinta dal connazionale Mikio Oda con 15,21 si piazzò al quarto posto con la misura di 15,01, mentre nel salto in lungo non andò oltre la nona posizione.
Miglioratosi notevolmente negli anni '30, arrivò a detenere il record mondiale di salto in lungo nel 1931 con la misura di m 7,98, migliorato solo nel 1935 da Jesse Owens quando superò, primo uomo al mondo, la barriera degli 8 metri.
Ai Giochi della X Olimpiade  di Los Angeles nel 1932 vinse prima la medaglia di bronzo nel salto in lungo con la misura di m 7,45 dietro agli statunitensi Edward Gordon e Charles Redd, quindi la medaglia d'oro nel salto triplo ottenendo con m 15,72 il nuovo record mondiale, davanti allo svedese Erik Svensson (medaglia d'argento) e al giapponese Kenkichi Ōshima.
In seguito, dopo il ritiro dalle gare è stato giornalista sportivo ed allenatore delle gare di salto in lungo e triplo per la nazionale giapponese.
È deceduto nel 1997 all'età di 93 anni.

## Palmarès
| Anno | Manifestazione  | Sede        | Evento         | Risultato | Misura  | Note            |
| ---- | --------------- | ----------- | -------------- | --------- | ------- | --------------- |
| 1932 | Giochi olimpici | Los Angeles | Salto triplo   | Oro       | 15,72 m | Record mondiale |
| 1932 | Giochi olimpici | Los Angeles | Salto in lungo | Bronzo    | 7,45 m  |                 |